# Конрад фон Нинбург
Конрад фон Нинбург (на немски: Konrad von Nienburg) е абат на бенедиктинския манастир Нинбург на река Зале в Саксония-Анхалт през 13 век.
През 1293 г. той премахва заедно с княз Албрехт I фон Анхалт-Цербст († 1316) и неговия братовчед Бернхард II фон Анхалт-Бернбург († 1323) дотогава употребявания Полабски език (вендийски език) в съдилищата на Анхалт.